# Ормели, Владимир Юрьевич
Влади́мир Ю́рьевич Ормели́ (укр. Володимир Юрійович Ормелі; род. 23 июля 1951, Симферополь) — украинский и российский общественный деятель, фотограф. Председатель Ассоциации крымских караимов «Крымкарайлар» (2001—2013), почётный председатель Общественной организации «Региональная национально-культурная автономия крымских караимов Республики Крым». Заслуженный работник культуры Автономной Республики Крым (2004) и Украины (2006).

## Биография
Родился 23 июля 1951 года в Симферополе в караимской семье. Отец — Юрий Эзрович Ормели (1917—1981), преподаватель физики, ветеран Великой Отечественной войны. Мать — Татьяна Алексеевна Шапшал (1921—1987), врач, внучатая племянница С. М. Шапшала. Сестра — Лидия Юрьевна Ормели. С 1966 по 1967 год — ученик фрезеровщика, фрезеровщик на заводе «Сельхоздеталь», с 1967 по 1968 год работал слесарем и фрезеровщиком на Симферопольском арматурном заводе, в 1969—1971 — продавцом горпромторга, в 1971—1973 годах был руководителем кинофотостудии Дома культуры УВД Крымоблисполкома. С 1973 года работал фотографом-лаборантом, заведующим фотолабораторией, далее инспектором, старшим инспектором службы режима завода «Фиолент». В 1980 году окончил исторический факультет Симферопольского государственного университета имени Фрунзе по специальности «преподаватель истории».

### Семья
Жена — Аннушка Захаровна Мкртчян, армянка. Имеют двоих детей: дочь Татьяну, 1975 года рождения, и сына Юрия, 1977 года рождения.

## Общественная деятельность
С момента образования Ассоциации крымских караимов «Крымкарайлар» является её активным членом. 7 июля 2001 года избран председателем Ассоциации крымских караимов Автономной Республики Крым, а в 2005 году одновременно и председателем Всеукраинской Ассоциации крымских караимов. В 2003 году на съезде крымских караимов избран членом Высшего совета крымских караимов Украины, а в 2007 году его председателем. На состоявшихся в Симферополе 30 января 2011 года отчётно-перевыборных конференциях был переизбран на новые сроки председателем Ассоциации крымских караимов «Крымкарайлар» и председателем Всеукраинской Ассоциации крымских караимов «Крымкарайлар». 28 апреля 2013 года на отчётно-перевыборной конференции Ассоциации «Крымкарайлар» был избран её почётным председателем.
В 2006 году безуспешно баллотировался в депутаты Верховной Рады Автономной Республики Крым V созыва от крымской организации Партии промышленников и предпринимателей Украины.
C 2006 года — советник Председателя Верховной Рады АР Крым А. П. Гриценко, член Совета по человеческой безопасности и развитию при Председателе Верховной Рады АР Крым. Член Межнационального и Общественного гуманитарного советов при Совете министров АР Крым, рабочей группы по организации постоянно действующего «круглого стола» для обсуждения актуальных проблем в сфере межнациональных отношений в АР Крым. Входил в состав оргкомитетов по подготовке и проведению II Международного фестиваля крымскотатарской и тюркской культур «Гезлев къапусы — Восточный базар» в 2005 году и по проведению I Международного этнографического фестиваля «Караи собирают друзей» в 2007 году. Состоял членом рабочей группы по изучению вопросов, связанных с восстановлением исторической топонимики Крыма.
Выступал за официальное признание Украиной караимов коренным народом. В 2013 году подписал обращение к президенту Украины В. Януковичу с просьбой придать статус «национальной святыни» крепости Чуфут-Кале и кладбищу Балта Тиймез, а также передать эти объекты в бессрочное безвозмездное пользование караимской общине. Поддерживал Духовное управление караимов и евпаторийскую караимскую религиозную общину в вопросе возврата здания бывшего Александровского караимского духовного училища, занимаемого Международным детским центром-комплексом «Золотой ключик».
После аннексии Крыма Российской Федерацией, решением Президиума Госсовета Республики Крым от 21 марта 2014 года вошёл в состав Конституционной комиссии Республики Крым по подготовке проекта Конституции Республики Крым.
В марте 2014 года в интервью Еврейскому телеграфному агентству заявил, что в Крыму большинство караимов поддерживают аннексию Крыма Россией и голосовали за это. 14 августа 2014 года, выступая от имени караимов и крымчаков, отметил: «Наши два народа поддерживают воссоединение Крыма с Россией. И когда мы разговариваем с представителями наших народов, то однозначно большинство за это воссоединение».

## Награды и звания
- Почётная грамота Совета министров Автономной Республики Крым (2002) — за вклад в развитие национальных культур, укрепление межнационального согласия в Автономной Республике Крым и в связи с празднованием Дня Соборности Украины[28]
- Почётное звание «Заслуженный работник культуры Автономной Республики Крым» (2004) — за многолетний добросовестный труд, высокий профессионализм и в связи с Днём Конституции Украины[29]
- Почётное звание «Заслуженный работник культуры Украины» (2006) — за весомый личный вклад в государственное строительство, утверждение конституционных прав и свобод граждан, социально-экономическое и духовное развитие Украины[30]
- Орден «За заслуги» III степени (2010) — за весомый личный вклад в дело консолидации украинского общества, развитие демократического, социального правового государства и по случаю Дня Соборности Украины[31]
- Знак отличия Автономной Республики Крым «За верность долгу» (2012) — за значительный личный вклад в социально-экономическое и культурное развитие Автономной Республики Крым, многолетний добросовестный труд, высокий профессионализм и в связи с Днём Автономной Республики Крым[32]
- Премия Автономной Республики Крым в номинации «Вклад в миротворческую деятельность, развитие и процветание Крыма» (2012) — за активную просветительскую, миротворческую деятельность и освещение межнациональных отношений[33]
- Юбилейная медаль Республики Крым «В ознаменование пятой годовщины воссоединения Крыма с Россией 2014—2019» (2019)[34]

Имеет почётный знак Государственного комитета Украины по делам национальностей и миграции «За личный весомый вклад в укрепление мира и межнационального согласия в Украине» (2005), почётный знак Министерства культуры Украины «За достижения в развитии культуры и искусств». На заводе «Фиолент» не раз отмечен грамотами, в том числе Совмина АР Крым (2001), благодарностью Постоянного Представителя Президента Украины в Крыму, занесён на Аллею передовиков, в книгу Почёта.